# مقاطعة تشيتا
تشيتا أوبلاست كانت إحدى الكيانات الفدرالية في روسيا. وفي 1 مارس عام 2008 انضمت المقاطعة مع مقاطعة أغين-بوريات أوكقوغ لتكون مقاطعة زابايكالسكي كراي.
‌